# Московская школа лингвистической компаративистики
Моско́вская шко́ла лингвисти́ческой компаративи́стики (также Московская школа сравнительно-исторического языкознания, Российская школа компаративистики, Ностратическая школа, Московская школа дальнего языкового родства, МШК) — научная школа сравнительно-исторического языкознания (лингвистической компаративистики), сложившаяся в Москве. Преимущественно занимается макрокомпаративистикой.

## История

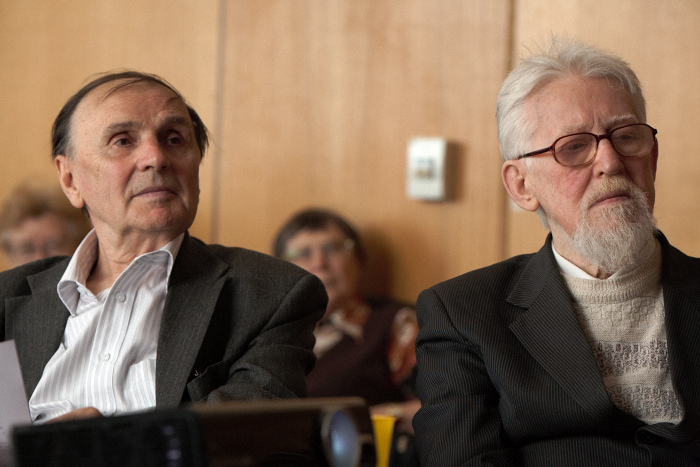
Одни из основателей школы — А. А. Зализняк и В. А. Дыбо на Заседании, посвященном 80-летнему юбилею В. А. Дыбо (Москва, РГГУ, 05.05.2011).

Основателями школы называют В. М. Иллич-Свитыча и А. Б. Долгопольского. Также у истоков школы стояли В. А. Дыбо (по состоянию на 2017 год он заведующий Сектором лингвистической компаративистики Отдела научных исследований ИВКА РГГУ), Вяч. Вс. Иванов и А. А. Зализняк. Начальная точка школы — 1962 год, когда В. М. Иллич-Свитыч начал работу над «Опытом сравнения ностратических языков». Гибель Иллич-Свитыча побудила его коллег, В. А. Дыбо и А. Б. Долгопольского, заняться завершением и изданием этой книги. Изначально Иллич-Свитыч и Долгопольский, вероятно, занимались ностратикой независимо. И Долгопольский, и Иллич-Свитыч опубликовали свои первые статьи по ностратическому языкознанию в 1964 году. Первая конференция по ностратическому языкознанию, посвященная выходу I тома «Опыта сравнения ностратических языков», показала интерес студентов лингвистических специальностей к проблемам дальнего родства языков и к сравнительно-историческому языкознанию вообще. На конференции было прочитано несколько докладов студентов ОСиПЛа. После последнего заседания конференции её участники решили продолжить свои встречи и обсуждение работ, создав неформальное научное объединение, «Ностратический семинар имени В. М. Иллич-Свитыча». Однако вопреки названию на Ностратическом семинаре изучаются также и реконструкции неностратических семей и макросемей. Семинар был организован В. А. Дыбо и А. Б. Долгопольским в 1960-е годы и изначально проводился просто на квартире у В. А. Дыбо, неформально, затем в зданиях Института славяноведения и балканистики АН СССР, и только с 1992 стал проводиться официально в РГГУ. Термин «Московская школа компаративистики» употреблялся в Москве уже с 60—70 годов XX века. Из англоязычных авторов первым «Русскую ностратическую школу» (англ. Russian-Nostratic school) упомянул  Дж. Гринберг в 1998 году.
Первое поколение школы — это так называемая ОСиПЛовская плеяда, студенты ОСИПЛа 1960-х—1970-х годов. К этому поколению принадлежат С. А. Старостин, С. Л. Николаев, А. Ю. Милитарёв, И. И. Пейрос, А. В. Дыбо, О. А. Мудрак, О. В. Столбова, Е. А. Хелимский, В. Я. Порхомовский, Я. Г. Тестелец.
Второе поколение — в основном выпускники Факультета (сейчас Института) лингвистики РГГУ 1990-х годов.
Школа складывалась на базе ОСиПЛа в 1960-е—1970-е годы. Позже она «перекочевала» в Факультет лингвистики РГГУ, после реорганизации Факультета в 1999 году — в специально созданный Центр компаративистики ИВКА РГГУ (позже переименованный в Сектор лингвистической компаративистики Отдела научных исследований ИВКА РГГУ). По состоянию на 2015 год некоторые её члены работают также в ИЯ РАН и с 2013 года в Лаборатории востоковедения и сравнительно-исторического языкознания, сформированной в рамках Школы актуальных гуманитарных исследований Института общественных наук РАНХиГС.
С 1970-х годов вплоть до своей смерти в 2005 году неформальным «главой Московской школы» (с 1999 — формальным главой Центра компаративистики ИВКА РГГУ) был С. А. Старостин.

## Современность

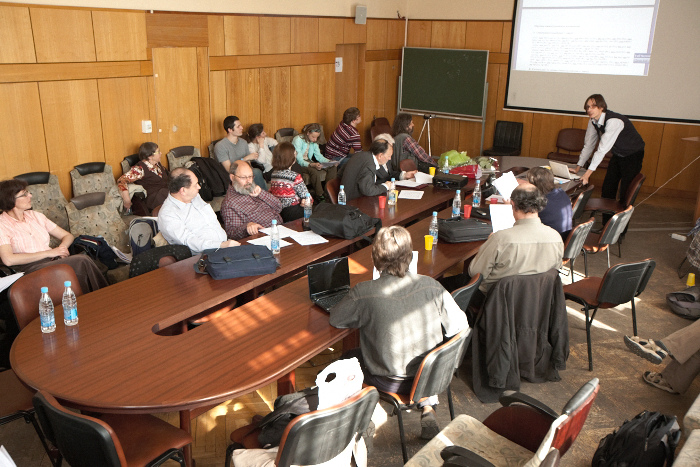
На Заседании, посвященном 80-летнему юбилею В. А. Дыбо (Москва, РГГУ, 05.05.2011). По часовой стрелке слева направо сидят за столом: В. Я. Порхомовский, И. И. Пейрос, О. В. Столбова, А. А. Зализняк, В. А. Дыбо, С. Г. Болотов, Г. С. Старостин, двое неизвестных, М. А. Живлов.

Для Московской школы лингвистической компаративистики характерно большое внимание к макрокомпаративистике, лексикостатистике (этот метод существенно улучшил С. А. Старостин), вообще более активное использование лексических, а не грамматических данных, ступенчатая реконструкция, строгая приверженность сравнительно-историческому методу и, по мнению Марека Стаховски, несогласовывание данных современных языков с данными древних. Г. С. Старостин и А. В. Дыбо пишут, что представители школы «возможно, самые активные в мире сторонники дальнего сравнения языков».
Представители школы поддерживают сайт «Вавилонская башня», работающий на СУБД Starling, разработанной С. А. Старостиным. В 2011 году на сайте был открыт проект «Глобальная лексикостатистическая база данных». Члены школы играют ключевую роль в проекте «Эволюция человеческого языка» (англ. Evolution of human language), осуществляемом на базе Института Санта-Фе, расположенного в США. Помимо вышеупомянутого Ностратического семинара, школа также проводит конференцию «Проблемы изучения дальнего родства языков памяти С. А. Старостина (Старостинские чтения)».
На базе РГГУ издаётся журнал «Вопросы языкового родства». Школа поддерживает связи с коллегами в европейских и американских научных центрах (Институт Макса Планка, Национальный институт восточных языков и цивилизаций в Париже, Лейденский университет, Институт Санта-Фе).
За рубежом также есть учёные, «духовно близкие» к Московской школе, «де-факто представители Московской школы»: это чешский лингвист Вацлав Блажек и венгерский лингвист Ирен Хегедюш.
По мнению Г. С. Старостина, основная проблема в отношениях между Московской школой и «лингвистическим мейнстримом» — взаимопонимание. Многие лингвисты не знают, чем отличается «массовое сравнение» Дж. Гринберга и ностратические исследования В. М. Иллич-Свитыча, и считают ненаучной и ностратику.